# Gryllacris contracta
Gryllacris contracta är en insektsart som beskrevs av Walker, F. 1869. Gryllacris contracta ingår i släktet Gryllacris och familjen Gryllacrididae.

## Underarter
Arten delas in i följande underarter:
- G. c. pseudexcelsa
- G. c. contracta